# Sabrina Seara
Sabrina Seara Parra (Caracas, 27 marzo 1985) è una modella e attrice venezuelana.

## Biografia
Seara si interessò alla recitazione sin da piccola. Cominciò la sua carriera come modella, facendo campagne pubblicitarie nel suo paese. A 16 anni iniziò a studiare recitazione all'accademia di RCTV. Terminò gli studi qualche anno più tardi e iniziò la sua carriera televisiva.

## Vita privata
Il 30 agosto 2014 ha sposato l'attore venezuelano Daniel Elbittar all'hotel Isabel La Católica, nell'Isola Margarita; la coppia ha due figli, nati nel 2016 e 2022.

## Filmografia

### Cinema
- 13 segundos (2007)

### Televisione
- Guayoyo Express – serial TV (2005-2006)
- El gato tuerto – serial TV (2007-2008)
- Isa TVB (Isa TKM) – serial TV (2008-2009)
- Los misterios del amor – serial TV (2009)
- Harina de otro costal – serial TV (2010)
- Válgame Dios – serial TV (2012)
- Pasión prohibida – serial TV (2013)
- Nora – serial TV (2014)
- El señor de los cielos – serial TV (2015-2017)
- My Perfect Family (Mi familia perfecta) – serial TV (2018)
- Betty en NY – serial TV (2019)
- Los ricos también lloran – serial TV (2023)
- Las hermanas Guerra – serial TV (2024)
- El amor no tiene receta – serial TV (2024)